# Salzwiesen von Wisselsheim
Koordinaten: 50° 22′ 57″ N, 8° 45′ 18″ O

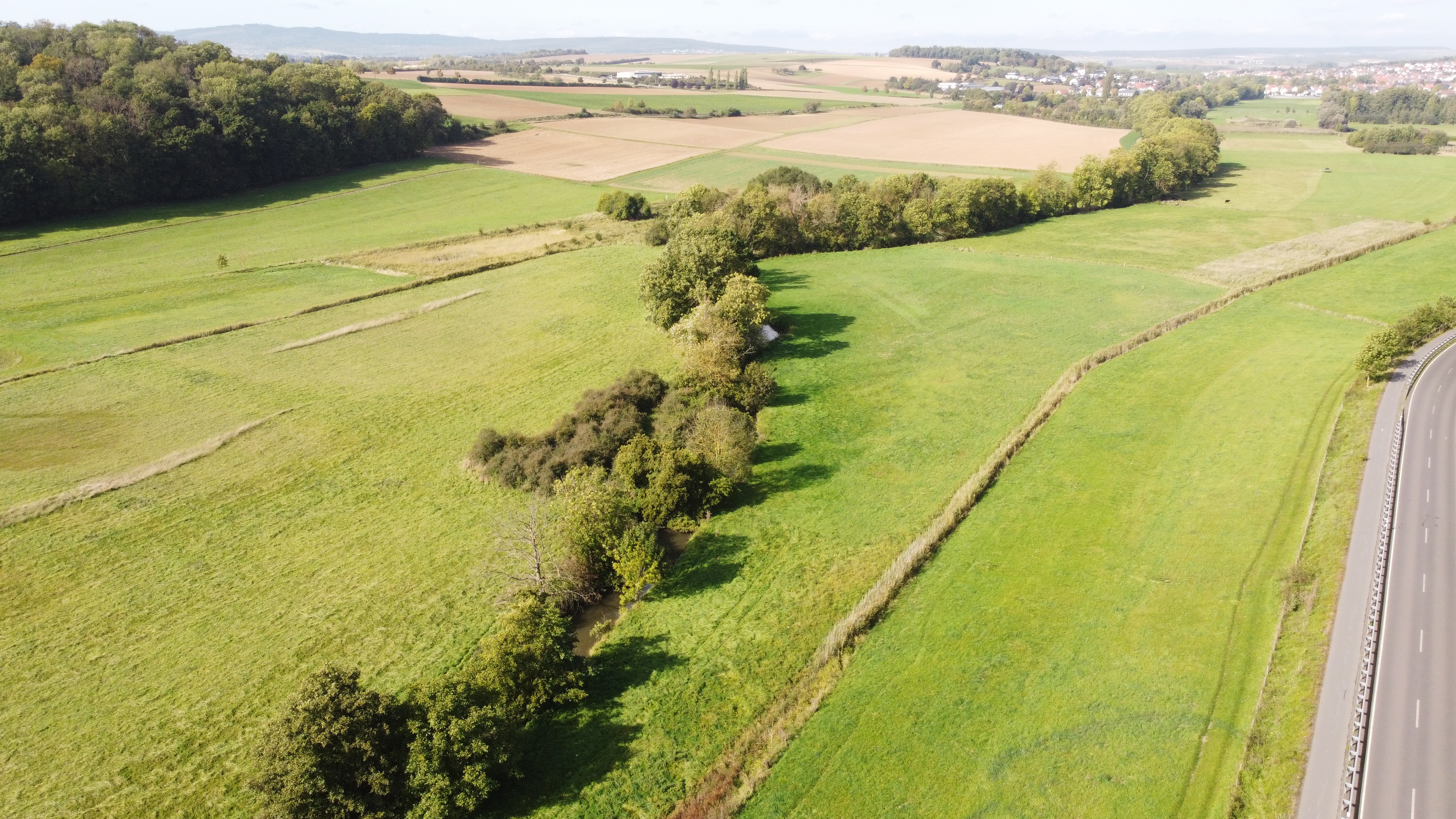
Naturschutz- und FFH-Gebiet Salzwiesen von Wisselsheim

Das Naturschutzgebiet Salzwiesen von Wisselsheim befindet sich zwischen den Bad Nauheimer Ortsteilen Wisselsheim und Steinfurth im hessischen Wetteraukreis. 

## Lage
Das Gebiet ist ca. 23 ha groß und erstreckt sich auf einer Länge von ungefähr 1300 Metern entlang der Kreisstraße 173. Die nördliche Grenze liegt bei der Einmündung des Riedgrabens in den Fluss Wetter, der zum Großteil in westlicher Randlage zum Naturschutzgebiet verläuft. Auf Höhe des Eichbergs durchquert der Fluss das Gebiet einmal und markiert bis zum Selzerbrunnen den östlichen Rand. 
Das Areal wurde am 1. Februar 1982 per Verordnung zum Naturschutzgebiet erklärt. Es befindet sich in dem ebenfalls hier verlaufenden Vogelschutzgebiet Wetterau und dem Landschaftsschutzgebiet Auenverbund Wetterau. 

## Geschichte
Bereits 1266 wird die Wisselsheimer Salzsode und damit das Vorkommen und Gewinnen von Salz im heutigen Naturschutzgebiet urkundlich erwähnt. Ab dem 16. Jahrhundert wurden Gradierbauten mit einer Gesamtlänge von 500 Metern errichtet, die um 1830 wieder aufgegeben und an die Stadt Bad Salzhausen verkauft wurden. Das Rentamt dieser Salinen wurde in Steinfurth wieder aufgebaut und beherbergt das dortige Rosenmuseum. Vom restlichen Komplex ist nur noch das ehemalige Verwaltungsgebäude übrig geblieben, in welchem heute das Hofgut Löwenthal angesiedelt ist.
Obwohl Wisselsheim Namensgeber des Naturschutzgebiets ist liegt es zu einem überwiegenden Teil innerhalb der Gemarkung von Steinfurth. Der Selzerbrunnen und andere Salzquellen sowie die Ländereien der ehemaligen Saline gehören noch heute zur Gemarkung Nieder-Mörlen.

## FFH-Gebiet
Der Grenzverlauf des gleichnamigen FFH-Gebiets (Nr. 5618-301) wurde von dem bereits bestehenden Naturschutzgebiet übernommen. Als schützenswerte FFH-Lebensraumtypen wurden festgestellt:
- 1340: Salzwiesen im Binnenland
- 3260: Flüsse der planaren bis montanen Stufe mit Vegetation des Ranunculion fluitantis und des Callitricho-Batrachion
- 91E0: Auenwälder mit Alnus glutinosa und Fraxinus excelsior (Alno-Padion, Alnion incanae, Salicion albae)